# Sometimes I Feel Like a Motherless Child

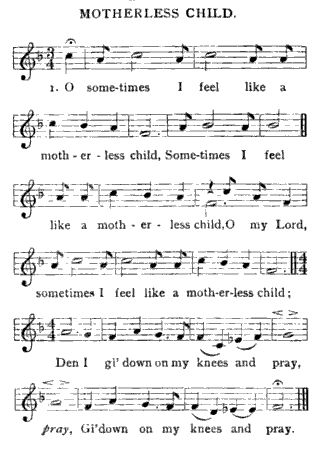
Partition datant de 1899.

 (septembre 2019).
Si vous disposez d'ouvrages ou d'articles de référence ou si vous connaissez des sites web de qualité traitant du thème abordé ici, merci de compléter l'article en donnant les références utiles à sa vérifiabilité et en les liant à la section « Notes et références ».
Sometimes I Feel Like a Motherless Child, ou simplement Motherless Child ou parfois Like a Motherless Child, est un negro spiritual, composé aux États-Unis à une date inconnue avant l'abolition de l'esclavage (intervenue en 1863). Le morceau devient mythique lors du festival de Woodstock.

## Historique
Une des plus anciennes interprétations connues, par le groupe vocal Fisk Jubilee Singers (en), date des années 1870. L'une des premières versions enregistrées est celle de Paul Robeson dans les années 1930.
Cette chanson a été interprétée par de nombreux artistes, parmi lesquels Louis Armstrong, Lou Rawls, Odetta, Carmen Maki and Blues Creation, Martin L. Gore, Ike and Tina Turner, Pete Seeger, Eric Clapton, Mahalia Jackson, Peter, Paul and Mary, Tom Jones, Van Morrison, Boney M ou encore Portishead, Archie Shepp & Jason Moran.
La chanson acquiert une plus grande célébrité lorsqu'au festival de Woodstock, Richie Havens termine son show en improvisant le morceau, répétant comme en transe les cordes vocales fatiguées le mot « Freedom ».
Prince l'a chantée le 22 novembre 1999 à Madrid dans l'émission de télévision Séptimo.
En 2006, l'écrivaine et chanteuse Wafa Ghorbel adapte et interprète la chanson en arabe standard.
En 2017, le contrebassiste de jazz Avishai Cohen reprend ce titre sur son album 1970.
En 2018, le titre est repris par le musicien américain Moby sur son album Everything Was Beautiful and Nothing Hurt.
Au cinéma, le titre est repris à plusieurs reprises dans le film L'Évangile selon saint Matthieu de Pier Paolo Pasolini, sorti en 1965, et plus récemment dans Django Unchained de Quentin Tarantino, sorti en 2012.